# Perchtoldsdorf
Perchtoldsdorf is een gemeente in de Oostenrijkse deelstaat Neder-Oostenrijk, gelegen in het district Mödling (MD). De gemeente heeft ongeveer 14.900 inwoners.

## Geografie
Perchtoldsdorf heeft een oppervlakte van 12,6 km². Het ligt in het noordoosten van het land, net ten zuiden van de hoofdstad Wenen.
Achau · Biedermannsdorf · Breitenfurt bei Wien · Brunn am Gebirge · Gaaden · Gießhübl · Gumpoldskirchen · Guntramsdorf · Hennersdorf · Hinterbrühl · Kaltenleutgeben · Laab im Walde · Laxenburg · Maria Enzersdorf · Mödling · Münchendorf · Perchtoldsdorf · Vösendorf · Wiener Neudorf · Wienerwald
- Bibliothèque nationale de France: cb145049439 (data)
- Gemeinsame Normdatei: 4045105-7
- Library of Congress Control Number: n85227911
- MusicBrainz: 564e18b7-64a0-45ef-97f0-b1be28508fad
- Nationale Bibliotheek van Tsjechië: xx0119783
- Nationale Bibliotheek van Israël: 987007562481005171
- Virtual International Authority File: 147817413
- WorldCat: E39PBJmpg98bXgCJWCXXdBHXBP